# Libertine (álbum de Liv Kristine)
Libertine é o quarto álbum de estúdio da cantora norueguesa Liv Kristine, lançado no ano de 2012 pela Napalm Records.

## Faixas
Todas as faixas são de autoria de Thorsten Bauer, Alexander Krull, Liv Kristine e Jb Van Der Wal, exceto quando indicado:
| N.º            | Título                                                 | Compositor(es) | Duração |  |
| 1.             | "Interlude"                                            |                | 2:23    |  |
| 2.             | "Solve Me"                                             |                | 3:46    |  |
| 3.             | "Silence"                                              |                | 3:49    |  |
| 4.             | "Vanilla Skin Delight"                                 |                | 4:09    |  |
| 5.             | "Panic"                                                |                | 3:31    |  |
| 6.             | "Paris Paris"                                          |                | 3:40    |  |
| 7.             | "Wait for Rain"                                        |                | 3:32    |  |
| 8.             | "Love Crime"                                           |                | 2:24    |  |
| 9.             | "Libertine"                                            |                | 4:44    |  |
| 10.            | "Meet Me in the Red Sky"                               |                | 5:11    |  |
| 11.            | "The Man with the Child in His Eyes (Kate Bush cover)" |                | 2:30    |  |
| Duração total: | Duração total:                                         | Duração total: | 39:39   |  |